# Egon Nyman
Karl Egon Ingemar Nyman, född 17 februari 1923 i Tråvads församling, död 31 december 2005 i Härlanda församling, var en svensk fotbollsspelare som representerade Göteborgsklubben Gais åren 1946–1953.
Nyman debuterade i Gais säsongen 1946/1947, och spelade både som back, halvback och anfallare. Han var ordinarie i Gais säsongen 1947/1948, då han spelade 20 av klubbens 22 allsvenska matcher och gjorde 7 mål, men var under följande säsonger reserv och spelade bara en dryg handfull matcher per säsong. Han spelade i Gais fram till säsongen 1952/1953, då han gjorde tre matcher (inga mål). Sammanlagt blev det 50 allsvenska matcher (14 mål) för Nyman i Gais.
Nyman beskrevs som "en litet kantig spelare, utrustad med fränhet och framåtanda." Han var bra på huvudspelet och hade ett bra skott.